# Finnbjörn Þorvaldsson
Finnbjörn Þorvaldsson (* 25. Mai 1924 in Hnífsdalur; † 9. Juli 2018) war ein isländischer Sprinter und Weitspringer.
Bei den Europameisterschaften 1946 in Oslo wurde er Sechster über 100 Meter und erreichte über 200 Meter das Halbfinale.
1948 schied er bei den Olympischen Spielen in London über 100 Meter, im Weitsprung sowie in der 4-mal-100-Meter-Staffel jeweils in der ersten Runde aus.
Bei den Europameisterschaften 1950 in Brüssel gelangte er über 100 Meter ins Halbfinale und kam in der 4-mal-100-Meter-Staffel auf den fünften Platz.

## Persönliche Bestleistungen
- 100 m: 10,5 s, 18. September 1949, Reykjavík
- Weitsprung: 7,16 m, 1948